# Mont Terri
De Mont Terri of Pultberg is een 804 meter hoge berg bij Cornol in het Zwitserse kanton Jura.  De berg maakt deel uit van het Juragebergte.
De Mont Terri gaf van 1793 tot 1800 zijn naam aan het Franse departement Mont-Terrible.